# Жертва слона на h2/h7
Жертва слона на h7/h2 (англ. Greek Gift Sacrifice) - поширений мотив жертви у шахах, коли за певного розташування фігур можна взяти слоном пішака на h7 чи h2. Даний мотив спрямований на швидкий мат чи виграш великої кількості фігур суперника. Зазвичай за правильного використання захисту проти жертви не існує.

## Техніка виконання
Для успішного виконання жертви потрібні:
- Контроль на полем g5 і можливість дати шах конем на даному полі;
- Можливість перевести ферзя на лінію h для створення потужної атаки на короля;
- Відсутність фігур, що захищають пішака на h7.

Також можливі жертви, що не потребують виконання всіх цих умов, але зазвичай знаходять їх лише гравці дуже високого рівня

## Приклади жертви
У першій партії чорні зіграли 6. 0-0?? і білі можуть зіграти 7. Bxh7!!. Stockfish, один з найкращих шахових рушіїв у світі, пропонує такий варіант: 7. Kxh7 8. Ng5+! Kg8 9. Qh5 Qxg5 - і чорні рятуються від мату ціною ферзя.
|   | a | b | c | d | e | f | g | h |   |
| 8 | a8 чорна тура · b8 чорний кінь · c8 чорний слон · d8 чорний ферзь · f8 чорна тура · g8 чорний король · a7 чорний пішак · b7 чорний пішак · c7 чорний пішак · d7 чорний кінь · f7 чорний пішак · g7 чорний пішак · h7 чорний пішак · e6 чорний пішак · d5 чорний пішак · e5 білий пішак · b4 чорний слон · d4 білий пішак · c3 білий кінь · d3 білий слон · f3 білий кінь · a2 білий пішак · b2 білий пішак · c2 білий пішак · f2 білий пішак · g2 білий пішак · h2 білий пішак · a1 біла тура · c1 білий слон · d1 білий ферзь · e1 білий король · h1 біла тура | a8 чорна тура · b8 чорний кінь · c8 чорний слон · d8 чорний ферзь · f8 чорна тура · g8 чорний король · a7 чорний пішак · b7 чорний пішак · c7 чорний пішак · d7 чорний кінь · f7 чорний пішак · g7 чорний пішак · h7 чорний пішак · e6 чорний пішак · d5 чорний пішак · e5 білий пішак · b4 чорний слон · d4 білий пішак · c3 білий кінь · d3 білий слон · f3 білий кінь · a2 білий пішак · b2 білий пішак · c2 білий пішак · f2 білий пішак · g2 білий пішак · h2 білий пішак · a1 біла тура · c1 білий слон · d1 білий ферзь · e1 білий король · h1 біла тура | a8 чорна тура · b8 чорний кінь · c8 чорний слон · d8 чорний ферзь · f8 чорна тура · g8 чорний король · a7 чорний пішак · b7 чорний пішак · c7 чорний пішак · d7 чорний кінь · f7 чорний пішак · g7 чорний пішак · h7 чорний пішак · e6 чорний пішак · d5 чорний пішак · e5 білий пішак · b4 чорний слон · d4 білий пішак · c3 білий кінь · d3 білий слон · f3 білий кінь · a2 білий пішак · b2 білий пішак · c2 білий пішак · f2 білий пішак · g2 білий пішак · h2 білий пішак · a1 біла тура · c1 білий слон · d1 білий ферзь · e1 білий король · h1 біла тура | a8 чорна тура · b8 чорний кінь · c8 чорний слон · d8 чорний ферзь · f8 чорна тура · g8 чорний король · a7 чорний пішак · b7 чорний пішак · c7 чорний пішак · d7 чорний кінь · f7 чорний пішак · g7 чорний пішак · h7 чорний пішак · e6 чорний пішак · d5 чорний пішак · e5 білий пішак · b4 чорний слон · d4 білий пішак · c3 білий кінь · d3 білий слон · f3 білий кінь · a2 білий пішак · b2 білий пішак · c2 білий пішак · f2 білий пішак · g2 білий пішак · h2 білий пішак · a1 біла тура · c1 білий слон · d1 білий ферзь · e1 білий король · h1 біла тура | a8 чорна тура · b8 чорний кінь · c8 чорний слон · d8 чорний ферзь · f8 чорна тура · g8 чорний король · a7 чорний пішак · b7 чорний пішак · c7 чорний пішак · d7 чорний кінь · f7 чорний пішак · g7 чорний пішак · h7 чорний пішак · e6 чорний пішак · d5 чорний пішак · e5 білий пішак · b4 чорний слон · d4 білий пішак · c3 білий кінь · d3 білий слон · f3 білий кінь · a2 білий пішак · b2 білий пішак · c2 білий пішак · f2 білий пішак · g2 білий пішак · h2 білий пішак · a1 біла тура · c1 білий слон · d1 білий ферзь · e1 білий король · h1 біла тура | a8 чорна тура · b8 чорний кінь · c8 чорний слон · d8 чорний ферзь · f8 чорна тура · g8 чорний король · a7 чорний пішак · b7 чорний пішак · c7 чорний пішак · d7 чорний кінь · f7 чорний пішак · g7 чорний пішак · h7 чорний пішак · e6 чорний пішак · d5 чорний пішак · e5 білий пішак · b4 чорний слон · d4 білий пішак · c3 білий кінь · d3 білий слон · f3 білий кінь · a2 білий пішак · b2 білий пішак · c2 білий пішак · f2 білий пішак · g2 білий пішак · h2 білий пішак · a1 біла тура · c1 білий слон · d1 білий ферзь · e1 білий король · h1 біла тура | a8 чорна тура · b8 чорний кінь · c8 чорний слон · d8 чорний ферзь · f8 чорна тура · g8 чорний король · a7 чорний пішак · b7 чорний пішак · c7 чорний пішак · d7 чорний кінь · f7 чорний пішак · g7 чорний пішак · h7 чорний пішак · e6 чорний пішак · d5 чорний пішак · e5 білий пішак · b4 чорний слон · d4 білий пішак · c3 білий кінь · d3 білий слон · f3 білий кінь · a2 білий пішак · b2 білий пішак · c2 білий пішак · f2 білий пішак · g2 білий пішак · h2 білий пішак · a1 біла тура · c1 білий слон · d1 білий ферзь · e1 білий король · h1 біла тура | a8 чорна тура · b8 чорний кінь · c8 чорний слон · d8 чорний ферзь · f8 чорна тура · g8 чорний король · a7 чорний пішак · b7 чорний пішак · c7 чорний пішак · d7 чорний кінь · f7 чорний пішак · g7 чорний пішак · h7 чорний пішак · e6 чорний пішак · d5 чорний пішак · e5 білий пішак · b4 чорний слон · d4 білий пішак · c3 білий кінь · d3 білий слон · f3 білий кінь · a2 білий пішак · b2 білий пішак · c2 білий пішак · f2 білий пішак · g2 білий пішак · h2 білий пішак · a1 біла тура · c1 білий слон · d1 білий ферзь · e1 білий король · h1 біла тура | 8 |
| 7 | a8 чорна тура · b8 чорний кінь · c8 чорний слон · d8 чорний ферзь · f8 чорна тура · g8 чорний король · a7 чорний пішак · b7 чорний пішак · c7 чорний пішак · d7 чорний кінь · f7 чорний пішак · g7 чорний пішак · h7 чорний пішак · e6 чорний пішак · d5 чорний пішак · e5 білий пішак · b4 чорний слон · d4 білий пішак · c3 білий кінь · d3 білий слон · f3 білий кінь · a2 білий пішак · b2 білий пішак · c2 білий пішак · f2 білий пішак · g2 білий пішак · h2 білий пішак · a1 біла тура · c1 білий слон · d1 білий ферзь · e1 білий король · h1 біла тура | a8 чорна тура · b8 чорний кінь · c8 чорний слон · d8 чорний ферзь · f8 чорна тура · g8 чорний король · a7 чорний пішак · b7 чорний пішак · c7 чорний пішак · d7 чорний кінь · f7 чорний пішак · g7 чорний пішак · h7 чорний пішак · e6 чорний пішак · d5 чорний пішак · e5 білий пішак · b4 чорний слон · d4 білий пішак · c3 білий кінь · d3 білий слон · f3 білий кінь · a2 білий пішак · b2 білий пішак · c2 білий пішак · f2 білий пішак · g2 білий пішак · h2 білий пішак · a1 біла тура · c1 білий слон · d1 білий ферзь · e1 білий король · h1 біла тура | a8 чорна тура · b8 чорний кінь · c8 чорний слон · d8 чорний ферзь · f8 чорна тура · g8 чорний король · a7 чорний пішак · b7 чорний пішак · c7 чорний пішак · d7 чорний кінь · f7 чорний пішак · g7 чорний пішак · h7 чорний пішак · e6 чорний пішак · d5 чорний пішак · e5 білий пішак · b4 чорний слон · d4 білий пішак · c3 білий кінь · d3 білий слон · f3 білий кінь · a2 білий пішак · b2 білий пішак · c2 білий пішак · f2 білий пішак · g2 білий пішак · h2 білий пішак · a1 біла тура · c1 білий слон · d1 білий ферзь · e1 білий король · h1 біла тура | a8 чорна тура · b8 чорний кінь · c8 чорний слон · d8 чорний ферзь · f8 чорна тура · g8 чорний король · a7 чорний пішак · b7 чорний пішак · c7 чорний пішак · d7 чорний кінь · f7 чорний пішак · g7 чорний пішак · h7 чорний пішак · e6 чорний пішак · d5 чорний пішак · e5 білий пішак · b4 чорний слон · d4 білий пішак · c3 білий кінь · d3 білий слон · f3 білий кінь · a2 білий пішак · b2 білий пішак · c2 білий пішак · f2 білий пішак · g2 білий пішак · h2 білий пішак · a1 біла тура · c1 білий слон · d1 білий ферзь · e1 білий король · h1 біла тура | a8 чорна тура · b8 чорний кінь · c8 чорний слон · d8 чорний ферзь · f8 чорна тура · g8 чорний король · a7 чорний пішак · b7 чорний пішак · c7 чорний пішак · d7 чорний кінь · f7 чорний пішак · g7 чорний пішак · h7 чорний пішак · e6 чорний пішак · d5 чорний пішак · e5 білий пішак · b4 чорний слон · d4 білий пішак · c3 білий кінь · d3 білий слон · f3 білий кінь · a2 білий пішак · b2 білий пішак · c2 білий пішак · f2 білий пішак · g2 білий пішак · h2 білий пішак · a1 біла тура · c1 білий слон · d1 білий ферзь · e1 білий король · h1 біла тура | a8 чорна тура · b8 чорний кінь · c8 чорний слон · d8 чорний ферзь · f8 чорна тура · g8 чорний король · a7 чорний пішак · b7 чорний пішак · c7 чорний пішак · d7 чорний кінь · f7 чорний пішак · g7 чорний пішак · h7 чорний пішак · e6 чорний пішак · d5 чорний пішак · e5 білий пішак · b4 чорний слон · d4 білий пішак · c3 білий кінь · d3 білий слон · f3 білий кінь · a2 білий пішак · b2 білий пішак · c2 білий пішак · f2 білий пішак · g2 білий пішак · h2 білий пішак · a1 біла тура · c1 білий слон · d1 білий ферзь · e1 білий король · h1 біла тура | a8 чорна тура · b8 чорний кінь · c8 чорний слон · d8 чорний ферзь · f8 чорна тура · g8 чорний король · a7 чорний пішак · b7 чорний пішак · c7 чорний пішак · d7 чорний кінь · f7 чорний пішак · g7 чорний пішак · h7 чорний пішак · e6 чорний пішак · d5 чорний пішак · e5 білий пішак · b4 чорний слон · d4 білий пішак · c3 білий кінь · d3 білий слон · f3 білий кінь · a2 білий пішак · b2 білий пішак · c2 білий пішак · f2 білий пішак · g2 білий пішак · h2 білий пішак · a1 біла тура · c1 білий слон · d1 білий ферзь · e1 білий король · h1 біла тура | a8 чорна тура · b8 чорний кінь · c8 чорний слон · d8 чорний ферзь · f8 чорна тура · g8 чорний король · a7 чорний пішак · b7 чорний пішак · c7 чорний пішак · d7 чорний кінь · f7 чорний пішак · g7 чорний пішак · h7 чорний пішак · e6 чорний пішак · d5 чорний пішак · e5 білий пішак · b4 чорний слон · d4 білий пішак · c3 білий кінь · d3 білий слон · f3 білий кінь · a2 білий пішак · b2 білий пішак · c2 білий пішак · f2 білий пішак · g2 білий пішак · h2 білий пішак · a1 біла тура · c1 білий слон · d1 білий ферзь · e1 білий король · h1 біла тура | 7 |
| 6 | a8 чорна тура · b8 чорний кінь · c8 чорний слон · d8 чорний ферзь · f8 чорна тура · g8 чорний король · a7 чорний пішак · b7 чорний пішак · c7 чорний пішак · d7 чорний кінь · f7 чорний пішак · g7 чорний пішак · h7 чорний пішак · e6 чорний пішак · d5 чорний пішак · e5 білий пішак · b4 чорний слон · d4 білий пішак · c3 білий кінь · d3 білий слон · f3 білий кінь · a2 білий пішак · b2 білий пішак · c2 білий пішак · f2 білий пішак · g2 білий пішак · h2 білий пішак · a1 біла тура · c1 білий слон · d1 білий ферзь · e1 білий король · h1 біла тура | a8 чорна тура · b8 чорний кінь · c8 чорний слон · d8 чорний ферзь · f8 чорна тура · g8 чорний король · a7 чорний пішак · b7 чорний пішак · c7 чорний пішак · d7 чорний кінь · f7 чорний пішак · g7 чорний пішак · h7 чорний пішак · e6 чорний пішак · d5 чорний пішак · e5 білий пішак · b4 чорний слон · d4 білий пішак · c3 білий кінь · d3 білий слон · f3 білий кінь · a2 білий пішак · b2 білий пішак · c2 білий пішак · f2 білий пішак · g2 білий пішак · h2 білий пішак · a1 біла тура · c1 білий слон · d1 білий ферзь · e1 білий король · h1 біла тура | a8 чорна тура · b8 чорний кінь · c8 чорний слон · d8 чорний ферзь · f8 чорна тура · g8 чорний король · a7 чорний пішак · b7 чорний пішак · c7 чорний пішак · d7 чорний кінь · f7 чорний пішак · g7 чорний пішак · h7 чорний пішак · e6 чорний пішак · d5 чорний пішак · e5 білий пішак · b4 чорний слон · d4 білий пішак · c3 білий кінь · d3 білий слон · f3 білий кінь · a2 білий пішак · b2 білий пішак · c2 білий пішак · f2 білий пішак · g2 білий пішак · h2 білий пішак · a1 біла тура · c1 білий слон · d1 білий ферзь · e1 білий король · h1 біла тура | a8 чорна тура · b8 чорний кінь · c8 чорний слон · d8 чорний ферзь · f8 чорна тура · g8 чорний король · a7 чорний пішак · b7 чорний пішак · c7 чорний пішак · d7 чорний кінь · f7 чорний пішак · g7 чорний пішак · h7 чорний пішак · e6 чорний пішак · d5 чорний пішак · e5 білий пішак · b4 чорний слон · d4 білий пішак · c3 білий кінь · d3 білий слон · f3 білий кінь · a2 білий пішак · b2 білий пішак · c2 білий пішак · f2 білий пішак · g2 білий пішак · h2 білий пішак · a1 біла тура · c1 білий слон · d1 білий ферзь · e1 білий король · h1 біла тура | a8 чорна тура · b8 чорний кінь · c8 чорний слон · d8 чорний ферзь · f8 чорна тура · g8 чорний король · a7 чорний пішак · b7 чорний пішак · c7 чорний пішак · d7 чорний кінь · f7 чорний пішак · g7 чорний пішак · h7 чорний пішак · e6 чорний пішак · d5 чорний пішак · e5 білий пішак · b4 чорний слон · d4 білий пішак · c3 білий кінь · d3 білий слон · f3 білий кінь · a2 білий пішак · b2 білий пішак · c2 білий пішак · f2 білий пішак · g2 білий пішак · h2 білий пішак · a1 біла тура · c1 білий слон · d1 білий ферзь · e1 білий король · h1 біла тура | a8 чорна тура · b8 чорний кінь · c8 чорний слон · d8 чорний ферзь · f8 чорна тура · g8 чорний король · a7 чорний пішак · b7 чорний пішак · c7 чорний пішак · d7 чорний кінь · f7 чорний пішак · g7 чорний пішак · h7 чорний пішак · e6 чорний пішак · d5 чорний пішак · e5 білий пішак · b4 чорний слон · d4 білий пішак · c3 білий кінь · d3 білий слон · f3 білий кінь · a2 білий пішак · b2 білий пішак · c2 білий пішак · f2 білий пішак · g2 білий пішак · h2 білий пішак · a1 біла тура · c1 білий слон · d1 білий ферзь · e1 білий король · h1 біла тура | a8 чорна тура · b8 чорний кінь · c8 чорний слон · d8 чорний ферзь · f8 чорна тура · g8 чорний король · a7 чорний пішак · b7 чорний пішак · c7 чорний пішак · d7 чорний кінь · f7 чорний пішак · g7 чорний пішак · h7 чорний пішак · e6 чорний пішак · d5 чорний пішак · e5 білий пішак · b4 чорний слон · d4 білий пішак · c3 білий кінь · d3 білий слон · f3 білий кінь · a2 білий пішак · b2 білий пішак · c2 білий пішак · f2 білий пішак · g2 білий пішак · h2 білий пішак · a1 біла тура · c1 білий слон · d1 білий ферзь · e1 білий король · h1 біла тура | a8 чорна тура · b8 чорний кінь · c8 чорний слон · d8 чорний ферзь · f8 чорна тура · g8 чорний король · a7 чорний пішак · b7 чорний пішак · c7 чорний пішак · d7 чорний кінь · f7 чорний пішак · g7 чорний пішак · h7 чорний пішак · e6 чорний пішак · d5 чорний пішак · e5 білий пішак · b4 чорний слон · d4 білий пішак · c3 білий кінь · d3 білий слон · f3 білий кінь · a2 білий пішак · b2 білий пішак · c2 білий пішак · f2 білий пішак · g2 білий пішак · h2 білий пішак · a1 біла тура · c1 білий слон · d1 білий ферзь · e1 білий король · h1 біла тура | 6 |
| 5 | a8 чорна тура · b8 чорний кінь · c8 чорний слон · d8 чорний ферзь · f8 чорна тура · g8 чорний король · a7 чорний пішак · b7 чорний пішак · c7 чорний пішак · d7 чорний кінь · f7 чорний пішак · g7 чорний пішак · h7 чорний пішак · e6 чорний пішак · d5 чорний пішак · e5 білий пішак · b4 чорний слон · d4 білий пішак · c3 білий кінь · d3 білий слон · f3 білий кінь · a2 білий пішак · b2 білий пішак · c2 білий пішак · f2 білий пішак · g2 білий пішак · h2 білий пішак · a1 біла тура · c1 білий слон · d1 білий ферзь · e1 білий король · h1 біла тура | a8 чорна тура · b8 чорний кінь · c8 чорний слон · d8 чорний ферзь · f8 чорна тура · g8 чорний король · a7 чорний пішак · b7 чорний пішак · c7 чорний пішак · d7 чорний кінь · f7 чорний пішак · g7 чорний пішак · h7 чорний пішак · e6 чорний пішак · d5 чорний пішак · e5 білий пішак · b4 чорний слон · d4 білий пішак · c3 білий кінь · d3 білий слон · f3 білий кінь · a2 білий пішак · b2 білий пішак · c2 білий пішак · f2 білий пішак · g2 білий пішак · h2 білий пішак · a1 біла тура · c1 білий слон · d1 білий ферзь · e1 білий король · h1 біла тура | a8 чорна тура · b8 чорний кінь · c8 чорний слон · d8 чорний ферзь · f8 чорна тура · g8 чорний король · a7 чорний пішак · b7 чорний пішак · c7 чорний пішак · d7 чорний кінь · f7 чорний пішак · g7 чорний пішак · h7 чорний пішак · e6 чорний пішак · d5 чорний пішак · e5 білий пішак · b4 чорний слон · d4 білий пішак · c3 білий кінь · d3 білий слон · f3 білий кінь · a2 білий пішак · b2 білий пішак · c2 білий пішак · f2 білий пішак · g2 білий пішак · h2 білий пішак · a1 біла тура · c1 білий слон · d1 білий ферзь · e1 білий король · h1 біла тура | a8 чорна тура · b8 чорний кінь · c8 чорний слон · d8 чорний ферзь · f8 чорна тура · g8 чорний король · a7 чорний пішак · b7 чорний пішак · c7 чорний пішак · d7 чорний кінь · f7 чорний пішак · g7 чорний пішак · h7 чорний пішак · e6 чорний пішак · d5 чорний пішак · e5 білий пішак · b4 чорний слон · d4 білий пішак · c3 білий кінь · d3 білий слон · f3 білий кінь · a2 білий пішак · b2 білий пішак · c2 білий пішак · f2 білий пішак · g2 білий пішак · h2 білий пішак · a1 біла тура · c1 білий слон · d1 білий ферзь · e1 білий король · h1 біла тура | a8 чорна тура · b8 чорний кінь · c8 чорний слон · d8 чорний ферзь · f8 чорна тура · g8 чорний король · a7 чорний пішак · b7 чорний пішак · c7 чорний пішак · d7 чорний кінь · f7 чорний пішак · g7 чорний пішак · h7 чорний пішак · e6 чорний пішак · d5 чорний пішак · e5 білий пішак · b4 чорний слон · d4 білий пішак · c3 білий кінь · d3 білий слон · f3 білий кінь · a2 білий пішак · b2 білий пішак · c2 білий пішак · f2 білий пішак · g2 білий пішак · h2 білий пішак · a1 біла тура · c1 білий слон · d1 білий ферзь · e1 білий король · h1 біла тура | a8 чорна тура · b8 чорний кінь · c8 чорний слон · d8 чорний ферзь · f8 чорна тура · g8 чорний король · a7 чорний пішак · b7 чорний пішак · c7 чорний пішак · d7 чорний кінь · f7 чорний пішак · g7 чорний пішак · h7 чорний пішак · e6 чорний пішак · d5 чорний пішак · e5 білий пішак · b4 чорний слон · d4 білий пішак · c3 білий кінь · d3 білий слон · f3 білий кінь · a2 білий пішак · b2 білий пішак · c2 білий пішак · f2 білий пішак · g2 білий пішак · h2 білий пішак · a1 біла тура · c1 білий слон · d1 білий ферзь · e1 білий король · h1 біла тура | a8 чорна тура · b8 чорний кінь · c8 чорний слон · d8 чорний ферзь · f8 чорна тура · g8 чорний король · a7 чорний пішак · b7 чорний пішак · c7 чорний пішак · d7 чорний кінь · f7 чорний пішак · g7 чорний пішак · h7 чорний пішак · e6 чорний пішак · d5 чорний пішак · e5 білий пішак · b4 чорний слон · d4 білий пішак · c3 білий кінь · d3 білий слон · f3 білий кінь · a2 білий пішак · b2 білий пішак · c2 білий пішак · f2 білий пішак · g2 білий пішак · h2 білий пішак · a1 біла тура · c1 білий слон · d1 білий ферзь · e1 білий король · h1 біла тура | a8 чорна тура · b8 чорний кінь · c8 чорний слон · d8 чорний ферзь · f8 чорна тура · g8 чорний король · a7 чорний пішак · b7 чорний пішак · c7 чорний пішак · d7 чорний кінь · f7 чорний пішак · g7 чорний пішак · h7 чорний пішак · e6 чорний пішак · d5 чорний пішак · e5 білий пішак · b4 чорний слон · d4 білий пішак · c3 білий кінь · d3 білий слон · f3 білий кінь · a2 білий пішак · b2 білий пішак · c2 білий пішак · f2 білий пішак · g2 білий пішак · h2 білий пішак · a1 біла тура · c1 білий слон · d1 білий ферзь · e1 білий король · h1 біла тура | 5 |
| 4 | a8 чорна тура · b8 чорний кінь · c8 чорний слон · d8 чорний ферзь · f8 чорна тура · g8 чорний король · a7 чорний пішак · b7 чорний пішак · c7 чорний пішак · d7 чорний кінь · f7 чорний пішак · g7 чорний пішак · h7 чорний пішак · e6 чорний пішак · d5 чорний пішак · e5 білий пішак · b4 чорний слон · d4 білий пішак · c3 білий кінь · d3 білий слон · f3 білий кінь · a2 білий пішак · b2 білий пішак · c2 білий пішак · f2 білий пішак · g2 білий пішак · h2 білий пішак · a1 біла тура · c1 білий слон · d1 білий ферзь · e1 білий король · h1 біла тура | a8 чорна тура · b8 чорний кінь · c8 чорний слон · d8 чорний ферзь · f8 чорна тура · g8 чорний король · a7 чорний пішак · b7 чорний пішак · c7 чорний пішак · d7 чорний кінь · f7 чорний пішак · g7 чорний пішак · h7 чорний пішак · e6 чорний пішак · d5 чорний пішак · e5 білий пішак · b4 чорний слон · d4 білий пішак · c3 білий кінь · d3 білий слон · f3 білий кінь · a2 білий пішак · b2 білий пішак · c2 білий пішак · f2 білий пішак · g2 білий пішак · h2 білий пішак · a1 біла тура · c1 білий слон · d1 білий ферзь · e1 білий король · h1 біла тура | a8 чорна тура · b8 чорний кінь · c8 чорний слон · d8 чорний ферзь · f8 чорна тура · g8 чорний король · a7 чорний пішак · b7 чорний пішак · c7 чорний пішак · d7 чорний кінь · f7 чорний пішак · g7 чорний пішак · h7 чорний пішак · e6 чорний пішак · d5 чорний пішак · e5 білий пішак · b4 чорний слон · d4 білий пішак · c3 білий кінь · d3 білий слон · f3 білий кінь · a2 білий пішак · b2 білий пішак · c2 білий пішак · f2 білий пішак · g2 білий пішак · h2 білий пішак · a1 біла тура · c1 білий слон · d1 білий ферзь · e1 білий король · h1 біла тура | a8 чорна тура · b8 чорний кінь · c8 чорний слон · d8 чорний ферзь · f8 чорна тура · g8 чорний король · a7 чорний пішак · b7 чорний пішак · c7 чорний пішак · d7 чорний кінь · f7 чорний пішак · g7 чорний пішак · h7 чорний пішак · e6 чорний пішак · d5 чорний пішак · e5 білий пішак · b4 чорний слон · d4 білий пішак · c3 білий кінь · d3 білий слон · f3 білий кінь · a2 білий пішак · b2 білий пішак · c2 білий пішак · f2 білий пішак · g2 білий пішак · h2 білий пішак · a1 біла тура · c1 білий слон · d1 білий ферзь · e1 білий король · h1 біла тура | a8 чорна тура · b8 чорний кінь · c8 чорний слон · d8 чорний ферзь · f8 чорна тура · g8 чорний король · a7 чорний пішак · b7 чорний пішак · c7 чорний пішак · d7 чорний кінь · f7 чорний пішак · g7 чорний пішак · h7 чорний пішак · e6 чорний пішак · d5 чорний пішак · e5 білий пішак · b4 чорний слон · d4 білий пішак · c3 білий кінь · d3 білий слон · f3 білий кінь · a2 білий пішак · b2 білий пішак · c2 білий пішак · f2 білий пішак · g2 білий пішак · h2 білий пішак · a1 біла тура · c1 білий слон · d1 білий ферзь · e1 білий король · h1 біла тура | a8 чорна тура · b8 чорний кінь · c8 чорний слон · d8 чорний ферзь · f8 чорна тура · g8 чорний король · a7 чорний пішак · b7 чорний пішак · c7 чорний пішак · d7 чорний кінь · f7 чорний пішак · g7 чорний пішак · h7 чорний пішак · e6 чорний пішак · d5 чорний пішак · e5 білий пішак · b4 чорний слон · d4 білий пішак · c3 білий кінь · d3 білий слон · f3 білий кінь · a2 білий пішак · b2 білий пішак · c2 білий пішак · f2 білий пішак · g2 білий пішак · h2 білий пішак · a1 біла тура · c1 білий слон · d1 білий ферзь · e1 білий король · h1 біла тура | a8 чорна тура · b8 чорний кінь · c8 чорний слон · d8 чорний ферзь · f8 чорна тура · g8 чорний король · a7 чорний пішак · b7 чорний пішак · c7 чорний пішак · d7 чорний кінь · f7 чорний пішак · g7 чорний пішак · h7 чорний пішак · e6 чорний пішак · d5 чорний пішак · e5 білий пішак · b4 чорний слон · d4 білий пішак · c3 білий кінь · d3 білий слон · f3 білий кінь · a2 білий пішак · b2 білий пішак · c2 білий пішак · f2 білий пішак · g2 білий пішак · h2 білий пішак · a1 біла тура · c1 білий слон · d1 білий ферзь · e1 білий король · h1 біла тура | a8 чорна тура · b8 чорний кінь · c8 чорний слон · d8 чорний ферзь · f8 чорна тура · g8 чорний король · a7 чорний пішак · b7 чорний пішак · c7 чорний пішак · d7 чорний кінь · f7 чорний пішак · g7 чорний пішак · h7 чорний пішак · e6 чорний пішак · d5 чорний пішак · e5 білий пішак · b4 чорний слон · d4 білий пішак · c3 білий кінь · d3 білий слон · f3 білий кінь · a2 білий пішак · b2 білий пішак · c2 білий пішак · f2 білий пішак · g2 білий пішак · h2 білий пішак · a1 біла тура · c1 білий слон · d1 білий ферзь · e1 білий король · h1 біла тура | 4 |
| 3 | a8 чорна тура · b8 чорний кінь · c8 чорний слон · d8 чорний ферзь · f8 чорна тура · g8 чорний король · a7 чорний пішак · b7 чорний пішак · c7 чорний пішак · d7 чорний кінь · f7 чорний пішак · g7 чорний пішак · h7 чорний пішак · e6 чорний пішак · d5 чорний пішак · e5 білий пішак · b4 чорний слон · d4 білий пішак · c3 білий кінь · d3 білий слон · f3 білий кінь · a2 білий пішак · b2 білий пішак · c2 білий пішак · f2 білий пішак · g2 білий пішак · h2 білий пішак · a1 біла тура · c1 білий слон · d1 білий ферзь · e1 білий король · h1 біла тура | a8 чорна тура · b8 чорний кінь · c8 чорний слон · d8 чорний ферзь · f8 чорна тура · g8 чорний король · a7 чорний пішак · b7 чорний пішак · c7 чорний пішак · d7 чорний кінь · f7 чорний пішак · g7 чорний пішак · h7 чорний пішак · e6 чорний пішак · d5 чорний пішак · e5 білий пішак · b4 чорний слон · d4 білий пішак · c3 білий кінь · d3 білий слон · f3 білий кінь · a2 білий пішак · b2 білий пішак · c2 білий пішак · f2 білий пішак · g2 білий пішак · h2 білий пішак · a1 біла тура · c1 білий слон · d1 білий ферзь · e1 білий король · h1 біла тура | a8 чорна тура · b8 чорний кінь · c8 чорний слон · d8 чорний ферзь · f8 чорна тура · g8 чорний король · a7 чорний пішак · b7 чорний пішак · c7 чорний пішак · d7 чорний кінь · f7 чорний пішак · g7 чорний пішак · h7 чорний пішак · e6 чорний пішак · d5 чорний пішак · e5 білий пішак · b4 чорний слон · d4 білий пішак · c3 білий кінь · d3 білий слон · f3 білий кінь · a2 білий пішак · b2 білий пішак · c2 білий пішак · f2 білий пішак · g2 білий пішак · h2 білий пішак · a1 біла тура · c1 білий слон · d1 білий ферзь · e1 білий король · h1 біла тура | a8 чорна тура · b8 чорний кінь · c8 чорний слон · d8 чорний ферзь · f8 чорна тура · g8 чорний король · a7 чорний пішак · b7 чорний пішак · c7 чорний пішак · d7 чорний кінь · f7 чорний пішак · g7 чорний пішак · h7 чорний пішак · e6 чорний пішак · d5 чорний пішак · e5 білий пішак · b4 чорний слон · d4 білий пішак · c3 білий кінь · d3 білий слон · f3 білий кінь · a2 білий пішак · b2 білий пішак · c2 білий пішак · f2 білий пішак · g2 білий пішак · h2 білий пішак · a1 біла тура · c1 білий слон · d1 білий ферзь · e1 білий король · h1 біла тура | a8 чорна тура · b8 чорний кінь · c8 чорний слон · d8 чорний ферзь · f8 чорна тура · g8 чорний король · a7 чорний пішак · b7 чорний пішак · c7 чорний пішак · d7 чорний кінь · f7 чорний пішак · g7 чорний пішак · h7 чорний пішак · e6 чорний пішак · d5 чорний пішак · e5 білий пішак · b4 чорний слон · d4 білий пішак · c3 білий кінь · d3 білий слон · f3 білий кінь · a2 білий пішак · b2 білий пішак · c2 білий пішак · f2 білий пішак · g2 білий пішак · h2 білий пішак · a1 біла тура · c1 білий слон · d1 білий ферзь · e1 білий король · h1 біла тура | a8 чорна тура · b8 чорний кінь · c8 чорний слон · d8 чорний ферзь · f8 чорна тура · g8 чорний король · a7 чорний пішак · b7 чорний пішак · c7 чорний пішак · d7 чорний кінь · f7 чорний пішак · g7 чорний пішак · h7 чорний пішак · e6 чорний пішак · d5 чорний пішак · e5 білий пішак · b4 чорний слон · d4 білий пішак · c3 білий кінь · d3 білий слон · f3 білий кінь · a2 білий пішак · b2 білий пішак · c2 білий пішак · f2 білий пішак · g2 білий пішак · h2 білий пішак · a1 біла тура · c1 білий слон · d1 білий ферзь · e1 білий король · h1 біла тура | a8 чорна тура · b8 чорний кінь · c8 чорний слон · d8 чорний ферзь · f8 чорна тура · g8 чорний король · a7 чорний пішак · b7 чорний пішак · c7 чорний пішак · d7 чорний кінь · f7 чорний пішак · g7 чорний пішак · h7 чорний пішак · e6 чорний пішак · d5 чорний пішак · e5 білий пішак · b4 чорний слон · d4 білий пішак · c3 білий кінь · d3 білий слон · f3 білий кінь · a2 білий пішак · b2 білий пішак · c2 білий пішак · f2 білий пішак · g2 білий пішак · h2 білий пішак · a1 біла тура · c1 білий слон · d1 білий ферзь · e1 білий король · h1 біла тура | a8 чорна тура · b8 чорний кінь · c8 чорний слон · d8 чорний ферзь · f8 чорна тура · g8 чорний король · a7 чорний пішак · b7 чорний пішак · c7 чорний пішак · d7 чорний кінь · f7 чорний пішак · g7 чорний пішак · h7 чорний пішак · e6 чорний пішак · d5 чорний пішак · e5 білий пішак · b4 чорний слон · d4 білий пішак · c3 білий кінь · d3 білий слон · f3 білий кінь · a2 білий пішак · b2 білий пішак · c2 білий пішак · f2 білий пішак · g2 білий пішак · h2 білий пішак · a1 біла тура · c1 білий слон · d1 білий ферзь · e1 білий король · h1 біла тура | 3 |
| 2 | a8 чорна тура · b8 чорний кінь · c8 чорний слон · d8 чорний ферзь · f8 чорна тура · g8 чорний король · a7 чорний пішак · b7 чорний пішак · c7 чорний пішак · d7 чорний кінь · f7 чорний пішак · g7 чорний пішак · h7 чорний пішак · e6 чорний пішак · d5 чорний пішак · e5 білий пішак · b4 чорний слон · d4 білий пішак · c3 білий кінь · d3 білий слон · f3 білий кінь · a2 білий пішак · b2 білий пішак · c2 білий пішак · f2 білий пішак · g2 білий пішак · h2 білий пішак · a1 біла тура · c1 білий слон · d1 білий ферзь · e1 білий король · h1 біла тура | a8 чорна тура · b8 чорний кінь · c8 чорний слон · d8 чорний ферзь · f8 чорна тура · g8 чорний король · a7 чорний пішак · b7 чорний пішак · c7 чорний пішак · d7 чорний кінь · f7 чорний пішак · g7 чорний пішак · h7 чорний пішак · e6 чорний пішак · d5 чорний пішак · e5 білий пішак · b4 чорний слон · d4 білий пішак · c3 білий кінь · d3 білий слон · f3 білий кінь · a2 білий пішак · b2 білий пішак · c2 білий пішак · f2 білий пішак · g2 білий пішак · h2 білий пішак · a1 біла тура · c1 білий слон · d1 білий ферзь · e1 білий король · h1 біла тура | a8 чорна тура · b8 чорний кінь · c8 чорний слон · d8 чорний ферзь · f8 чорна тура · g8 чорний король · a7 чорний пішак · b7 чорний пішак · c7 чорний пішак · d7 чорний кінь · f7 чорний пішак · g7 чорний пішак · h7 чорний пішак · e6 чорний пішак · d5 чорний пішак · e5 білий пішак · b4 чорний слон · d4 білий пішак · c3 білий кінь · d3 білий слон · f3 білий кінь · a2 білий пішак · b2 білий пішак · c2 білий пішак · f2 білий пішак · g2 білий пішак · h2 білий пішак · a1 біла тура · c1 білий слон · d1 білий ферзь · e1 білий король · h1 біла тура | a8 чорна тура · b8 чорний кінь · c8 чорний слон · d8 чорний ферзь · f8 чорна тура · g8 чорний король · a7 чорний пішак · b7 чорний пішак · c7 чорний пішак · d7 чорний кінь · f7 чорний пішак · g7 чорний пішак · h7 чорний пішак · e6 чорний пішак · d5 чорний пішак · e5 білий пішак · b4 чорний слон · d4 білий пішак · c3 білий кінь · d3 білий слон · f3 білий кінь · a2 білий пішак · b2 білий пішак · c2 білий пішак · f2 білий пішак · g2 білий пішак · h2 білий пішак · a1 біла тура · c1 білий слон · d1 білий ферзь · e1 білий король · h1 біла тура | a8 чорна тура · b8 чорний кінь · c8 чорний слон · d8 чорний ферзь · f8 чорна тура · g8 чорний король · a7 чорний пішак · b7 чорний пішак · c7 чорний пішак · d7 чорний кінь · f7 чорний пішак · g7 чорний пішак · h7 чорний пішак · e6 чорний пішак · d5 чорний пішак · e5 білий пішак · b4 чорний слон · d4 білий пішак · c3 білий кінь · d3 білий слон · f3 білий кінь · a2 білий пішак · b2 білий пішак · c2 білий пішак · f2 білий пішак · g2 білий пішак · h2 білий пішак · a1 біла тура · c1 білий слон · d1 білий ферзь · e1 білий король · h1 біла тура | a8 чорна тура · b8 чорний кінь · c8 чорний слон · d8 чорний ферзь · f8 чорна тура · g8 чорний король · a7 чорний пішак · b7 чорний пішак · c7 чорний пішак · d7 чорний кінь · f7 чорний пішак · g7 чорний пішак · h7 чорний пішак · e6 чорний пішак · d5 чорний пішак · e5 білий пішак · b4 чорний слон · d4 білий пішак · c3 білий кінь · d3 білий слон · f3 білий кінь · a2 білий пішак · b2 білий пішак · c2 білий пішак · f2 білий пішак · g2 білий пішак · h2 білий пішак · a1 біла тура · c1 білий слон · d1 білий ферзь · e1 білий король · h1 біла тура | a8 чорна тура · b8 чорний кінь · c8 чорний слон · d8 чорний ферзь · f8 чорна тура · g8 чорний король · a7 чорний пішак · b7 чорний пішак · c7 чорний пішак · d7 чорний кінь · f7 чорний пішак · g7 чорний пішак · h7 чорний пішак · e6 чорний пішак · d5 чорний пішак · e5 білий пішак · b4 чорний слон · d4 білий пішак · c3 білий кінь · d3 білий слон · f3 білий кінь · a2 білий пішак · b2 білий пішак · c2 білий пішак · f2 білий пішак · g2 білий пішак · h2 білий пішак · a1 біла тура · c1 білий слон · d1 білий ферзь · e1 білий король · h1 біла тура | a8 чорна тура · b8 чорний кінь · c8 чорний слон · d8 чорний ферзь · f8 чорна тура · g8 чорний король · a7 чорний пішак · b7 чорний пішак · c7 чорний пішак · d7 чорний кінь · f7 чорний пішак · g7 чорний пішак · h7 чорний пішак · e6 чорний пішак · d5 чорний пішак · e5 білий пішак · b4 чорний слон · d4 білий пішак · c3 білий кінь · d3 білий слон · f3 білий кінь · a2 білий пішак · b2 білий пішак · c2 білий пішак · f2 білий пішак · g2 білий пішак · h2 білий пішак · a1 біла тура · c1 білий слон · d1 білий ферзь · e1 білий король · h1 біла тура | 2 |
| 1 | a8 чорна тура · b8 чорний кінь · c8 чорний слон · d8 чорний ферзь · f8 чорна тура · g8 чорний король · a7 чорний пішак · b7 чорний пішак · c7 чорний пішак · d7 чорний кінь · f7 чорний пішак · g7 чорний пішак · h7 чорний пішак · e6 чорний пішак · d5 чорний пішак · e5 білий пішак · b4 чорний слон · d4 білий пішак · c3 білий кінь · d3 білий слон · f3 білий кінь · a2 білий пішак · b2 білий пішак · c2 білий пішак · f2 білий пішак · g2 білий пішак · h2 білий пішак · a1 біла тура · c1 білий слон · d1 білий ферзь · e1 білий король · h1 біла тура | a8 чорна тура · b8 чорний кінь · c8 чорний слон · d8 чорний ферзь · f8 чорна тура · g8 чорний король · a7 чорний пішак · b7 чорний пішак · c7 чорний пішак · d7 чорний кінь · f7 чорний пішак · g7 чорний пішак · h7 чорний пішак · e6 чорний пішак · d5 чорний пішак · e5 білий пішак · b4 чорний слон · d4 білий пішак · c3 білий кінь · d3 білий слон · f3 білий кінь · a2 білий пішак · b2 білий пішак · c2 білий пішак · f2 білий пішак · g2 білий пішак · h2 білий пішак · a1 біла тура · c1 білий слон · d1 білий ферзь · e1 білий король · h1 біла тура | a8 чорна тура · b8 чорний кінь · c8 чорний слон · d8 чорний ферзь · f8 чорна тура · g8 чорний король · a7 чорний пішак · b7 чорний пішак · c7 чорний пішак · d7 чорний кінь · f7 чорний пішак · g7 чорний пішак · h7 чорний пішак · e6 чорний пішак · d5 чорний пішак · e5 білий пішак · b4 чорний слон · d4 білий пішак · c3 білий кінь · d3 білий слон · f3 білий кінь · a2 білий пішак · b2 білий пішак · c2 білий пішак · f2 білий пішак · g2 білий пішак · h2 білий пішак · a1 біла тура · c1 білий слон · d1 білий ферзь · e1 білий король · h1 біла тура | a8 чорна тура · b8 чорний кінь · c8 чорний слон · d8 чорний ферзь · f8 чорна тура · g8 чорний король · a7 чорний пішак · b7 чорний пішак · c7 чорний пішак · d7 чорний кінь · f7 чорний пішак · g7 чорний пішак · h7 чорний пішак · e6 чорний пішак · d5 чорний пішак · e5 білий пішак · b4 чорний слон · d4 білий пішак · c3 білий кінь · d3 білий слон · f3 білий кінь · a2 білий пішак · b2 білий пішак · c2 білий пішак · f2 білий пішак · g2 білий пішак · h2 білий пішак · a1 біла тура · c1 білий слон · d1 білий ферзь · e1 білий король · h1 біла тура | a8 чорна тура · b8 чорний кінь · c8 чорний слон · d8 чорний ферзь · f8 чорна тура · g8 чорний король · a7 чорний пішак · b7 чорний пішак · c7 чорний пішак · d7 чорний кінь · f7 чорний пішак · g7 чорний пішак · h7 чорний пішак · e6 чорний пішак · d5 чорний пішак · e5 білий пішак · b4 чорний слон · d4 білий пішак · c3 білий кінь · d3 білий слон · f3 білий кінь · a2 білий пішак · b2 білий пішак · c2 білий пішак · f2 білий пішак · g2 білий пішак · h2 білий пішак · a1 біла тура · c1 білий слон · d1 білий ферзь · e1 білий король · h1 біла тура | a8 чорна тура · b8 чорний кінь · c8 чорний слон · d8 чорний ферзь · f8 чорна тура · g8 чорний король · a7 чорний пішак · b7 чорний пішак · c7 чорний пішак · d7 чорний кінь · f7 чорний пішак · g7 чорний пішак · h7 чорний пішак · e6 чорний пішак · d5 чорний пішак · e5 білий пішак · b4 чорний слон · d4 білий пішак · c3 білий кінь · d3 білий слон · f3 білий кінь · a2 білий пішак · b2 білий пішак · c2 білий пішак · f2 білий пішак · g2 білий пішак · h2 білий пішак · a1 біла тура · c1 білий слон · d1 білий ферзь · e1 білий король · h1 біла тура | a8 чорна тура · b8 чорний кінь · c8 чорний слон · d8 чорний ферзь · f8 чорна тура · g8 чорний король · a7 чорний пішак · b7 чорний пішак · c7 чорний пішак · d7 чорний кінь · f7 чорний пішак · g7 чорний пішак · h7 чорний пішак · e6 чорний пішак · d5 чорний пішак · e5 білий пішак · b4 чорний слон · d4 білий пішак · c3 білий кінь · d3 білий слон · f3 білий кінь · a2 білий пішак · b2 білий пішак · c2 білий пішак · f2 білий пішак · g2 білий пішак · h2 білий пішак · a1 біла тура · c1 білий слон · d1 білий ферзь · e1 білий король · h1 біла тура | a8 чорна тура · b8 чорний кінь · c8 чорний слон · d8 чорний ферзь · f8 чорна тура · g8 чорний король · a7 чорний пішак · b7 чорний пішак · c7 чорний пішак · d7 чорний кінь · f7 чорний пішак · g7 чорний пішак · h7 чорний пішак · e6 чорний пішак · d5 чорний пішак · e5 білий пішак · b4 чорний слон · d4 білий пішак · c3 білий кінь · d3 білий слон · f3 білий кінь · a2 білий пішак · b2 білий пішак · c2 білий пішак · f2 білий пішак · g2 білий пішак · h2 білий пішак · a1 біла тура · c1 білий слон · d1 білий ферзь · e1 білий король · h1 біла тура | 1 |
|   | a | b | c | d | e | f | g | h |   |

Ласкер проти Бауера (1889)

Друга партія була зіграна між Емануїлом Ласкером та Бауером у 1889 році. Бауер зіграв 13. a6??, що є грубою помилкою. Замість цього йому слід було зіграти 13. g6. Ласкер грає 14. Nh5!!. Ідея ходу - відволікти коня на f6 і пожертвувати слона на h7. Бауер приймає жертву, граючи 14. Nxh5, далі - 15. Bxh7+!! Kxh7 16. Qh5+ Kg8 17. Bxg7!! Kxg7 18. Qxg4 Kh7 19. Rf3 e5 20. Rh3+ і Бауер вимушений віддати ферзя, що врятуватися від лінійного мату.